# Palácio real do Alfeite
O Palácio real do Alfeite, também designado por Palácio da Quinta Real do Alfeite, Paço Real do Alfeite, Palácio do Alfeite e Sede do Comando da Base Naval de Lisboa, está localizado no perímetro da Base Naval de Lisboa, na atual freguesia de Laranjeiro e Feijó, no Município de Almada.
Considerado como um local de referência histórica e cultural de Almada, o Palácio estava inserido numa quinta com cerca de 300 hectares que se estendia para o Esteiro de Corroios e Ponta dos Corvos. Esta quinta tinha uma importante coutada de caça, tendo sido escolhida pelo Rei D. Carlos I para as suas caçadas e um dos seus lugares preferidos para os seus períodos de lazer.

## Localização
O Palácio está inserido na Base Naval de Lisboa, pertencente à Marinha Portuguesa, na margem sul do rio Tejo, isolado no meio de um bosque e rodeado por um jardim com algumas árvores centenárias provenientes de várias partes do mundo, incluindo uma árvore de borracha (Ficus Elastica), trazida por Vasco da Gama da Índia.

## Descrição
Palácio de planta longitudinal , com fachada principal com 2 pisos com varanda sustentada por 2 pilares e corpos laterais , frontão triangular com brasão real de D. Pedro V.

## História
No fim do Século XVI, a quinta era propriedade de João Álvares Caminha.
Em 1758, D. Pedro III manda construir o Paço/Palácio Real do Alfeite e em 1790 é feito o registo da propriedade da Quinta do Alfeite.